# 金沢スカイホテル
株式会社金沢スカイホテル（かなざわスカイホテル）は、石川県金沢市の武蔵ヶ辻地区でシティホテルの「ANAホリデイ・イン金沢スカイ」を経営する日本の企業。
2014年（平成26年）2月28日までのホテル名は、法人名と同じ金沢スカイホテルであった。名鉄グループの名鉄プロパテイが土地および建物を所有し、名古屋鉄道（名鉄）の連結子会社となっていたが、2021年（令和3年）3月31日付で名鉄は全株式をヒーローに譲渡した。

## 概要
1973年（昭和48年）10月1日に開業。ホテルが入居する「金沢スカイビル」は、開業当時日本海側で最高層の建築物となっていた。
2014年（平成26年）3月1日に、IHG・ANA・ホテルズグループジャパンに運営を委託し「ANAホリデイ・イン金沢スカイ」に名称が変更。名鉄グループのホテルでは初めてとなる「ホリデイ・イン」ブランドで、金沢市では金沢駅前の「ANAクラウンプラザホテル金沢」に続き2軒目のANAブランドのホテルとなった。IHG・ANA・ホテルズグループジャパンと法人の金沢スカイホテルが運営委託契約を結び、法人である金沢スカイホテルは同ホテルの経営を継続している。
2021年（令和3年）3月31日付で名古屋鉄道が保有する全株式が、金沢名鉄丸越百貨店（当時）とともに茨城県を中心にディスカウントスーパーヒーローを運営しているヒーロー（茨城県牛久市）へ譲渡されたが、商号変更は行わない。ホテルの営業は当面継続するとしている。

## 所在地
- 石川県金沢市武蔵町15番1号[2]

## 施設諸元
ホテルは10階から18階に入居している。なお、現在の「金沢スカイビル」は当時の建築基準法の適用外で独自に耐震基準を定めており、建て替えも含めた検討を行っている。
- 客室数：101[2]
- 収容可能人員：162人
- レストラン数：3（オールデイダイニングKENROKU、四川料理 鳳凰、ロビーラウンジ）[2]
- 宴会場数：3（トップオブカナザワ、白山、加賀）[2]